# Río Lagartos
Río Lagartos là một đô thị thuộc bang Yucatán, México. Năm 2005, dân số của đô thị này là 3272 người.